# Premio Primavera de Novela

El Premio Primavera de Novela es concedido anualmente en España por la Editorial Espasa y Ámbito Cultural de El Corte Inglés a una novela inédita en idioma español, con un accésit hasta la edición de 2011.
Creado en 1997, toma su nombre de la estación en la que se anuncia el fallo. La dotación hasta 2012 ha sido de 200.000 euros y publicación para el ganador y 30.000 euros y publicación para el finalista hasta el año 2011, ambas cantidades en concepto de adelanto de derechos de autor. Actualmente el monto del premio ha sido reducido a 100.000 euros, y sin accésit desde 2012.
Se falla en febrero y se entrega en marzo del año siguiente a su convocatoria.
Este premio está abierto a escritores de cualquier nacionalidad, siempre que las obras presentadas sean novelas escritas en lengua castellana.

## Galardonados
- 1997. Ganadora: Rosa Montero (España), La hija del caníbal (344 páginas, ISBN 84-239-7669-6). Finalista: Haroldo Maglia (Uruguay), El lugar vacío (272 páginas, ISBN 84-239-7927-X).
- 1998. Ganador: Manuel de Lope (España), Las perlas peregrinas (376 páginas, ISBN 84-239-7938-5). Finalista: Jorge Victoriano Alonso (Argentina), Vientos de noviembre para el amor (376 páginas, ISBN 84-239-7939-3).
- 1999. Ganador: Antonio Soler (España), El nombre que ahora digo (288 páginas, ISBN 84-239-7956-3). Finalista: desierto.
- 2000. Ganador: Ignacio Padilla (México), Amphitryon (224 páginas, ISBN 84-239-7977-6). Finalista: desierto.
- 2001. Ganadora: Lucía Etxebarria (España), De todo lo visible y lo invisible (456 páginas, ISBN 84-239-5159-6). Finalista: Susana Fortes (España), Fronteras de arena (248 páginas, ISBN 84-239-5160-X).
- 2002. Ganador: Juan José Millás (España), Dos mujeres en Praga (240 páginas, ISBN 84-670-0320-0). Finalista: Andrés Neuman (Argentina-España), La vida en las ventanas (200 páginas, ISBN 84-670-0127-5).
- 2003. Ganador: Juan Manuel de Prada (España), La vida invisible (536 páginas, ISBN 84-670-0477-0). Finalista: Pablo Aranda (España), La otra ciudad (280 páginas, ISBN 84-670-1019-3).
- 2004. Ganador: Lorenzo Silva (España), Carta blanca (352 páginas, ISBN 84-670-1410-5). Finalista: Eugenia Rico (España), La edad secreta (232 páginas, ISBN 84-670-1413-X).
- 2005. Ganador: José Ovejero (España), Las vidas ajenas (284 páginas, ISBN 84-670-1758-9). Finalista: Eliseo Alberto (Cuba), Esther en alguna parte (200 páginas, ISBN 84-670-1759-7).
- 2006. Ganador: Fernando Schwartz (España), Vichy, 1940 (456 páginas, ISBN 84-670-2092-X). Finalista: Mayra Santos-Febres (Puerto Rico), Nuestra Señora de la Noche (360 páginas, ISBN 84-670-2093-8).
- 2007. Ganador: Nativel Preciado (España), Camino de hierro. Finalista: Care Santos (España), La muerte de Venus.
- 2008. Ganador: Agustín Sánchez Vidal (España), Nudo de sangre. Finalista: Luis del Val (España), Crucero de otoño.
- 2009. Ganador: Luis Sepúlveda (Chile), La sombra de lo que fuimos. Finalista: José María Beneyto (España), Los elementos del mundo.
- 2010. Ganador: Fernando Marías Amondo (España), Todo el amor y casi toda la muerte. Finalista: María Tena (España), La fragilidad de las panteras.
- 2011. Ganador: Raúl del Pozo (España), El reclamo. Finalista: Alejandro Palomas (España), El alma del mundo.
- 2012. Ganador: Fernando Savater (España), Los invitados de la princesa.
- 2013. Ganador: Use Lahoz (España), El año en que me enamoré de todas.[1]
- 2014. Ganador: Màxim Huerta (España), La noche soñada.
- 2015. Ganador: Juan Eslava Galán (España), Misterioso asesinato en casa de Cervantes.
- 2016. Ganador: Carlos Montero (España), El desorden que dejas.
- 2017. Ganador: Carme Chaparro (España), No soy un monstruo.
- 2018. Ganador: Javier Moro (España), Mi pecado.
- 2019. Ganador: Juan del Val (España), Candela.[2]
- 2020. Ganador: Peridis (España), El corazón con que vivo.
- 2021. Ganador: Pedro Simón (España), Los ingratos.
- 2022. Ganador: Vicente Vallés (España), Operación Kazán.
- 2023. Ganadora: Elvira Roca Barea (España), Las brujas y el inquisidor.
- 2024. Ganador: Luis García-Rey (España), Loor.
- 2025. Ganadora: Vanessa Montfort (España), La Toffana.